# Contacto con Maduro
Contacto con Maduro fue un programa del Gobierno venezolano emitido por Venezolana de Televisión. Su presentador fue Nicolás Maduro, presidente de Venezuela. Estuvo en transmisiones desde 2013 hasta 2017, cuando lo sucede el programa "Los Domingos con Maduro" que finalizó el mismo año.

## Críticas
- El 3 de marzo de 2015, Nicolás Maduro afirmó que Mariano Rajoy, en su campaña para la presidencia española, tenía el tema de Venezuela, a lo que Maduro dijo: "Yo veo los noticieros españoles, es impresionante que la segunda o tercera noticia es Venezuela". Luego reiteró otra declaración que causó polémica en las redes sociales que fue: "Yo creo que yo voy pa' España, y me lanzo a la presidencia y gano".[1]

- El 30 de junio de 2015, Nicolás Maduro llamó al presidente de Estados Unidos Donald Trump "pelucón", así mismo como lo llamó que es un enfermo mental lleno de odio. Maduro dijo estas declaraciones de esta manera: "El pelucón Donald Trump, es un verdadero pelucón, el papá de los pelucones, the father of the pelocons, jajaj..., enfermo mental, lleno de odio, lleno de odio...".[2]